# ゆうこう
ゆうこうはミカン科ミカン属の常緑小高木で、ユズ・ダイダイなどと同じ香酸柑橘類の一つ。その名前から、徳島県で栽培されているユズの近縁種であるユコウとの関係が連想されるが別種であり、長崎県長崎市の一部地域だけに実生している独自の在来種である。

## 特徴
外見はユズに似ていて、成熟すると外皮・果肉ともに鮮やかな黄色になり、果皮はユズまたはザボンに似た甘い香りがする。果肉には口当たりの良い酸味があって、水分・種は多く、また、果皮の白い部分も食べることができる。

## 分布

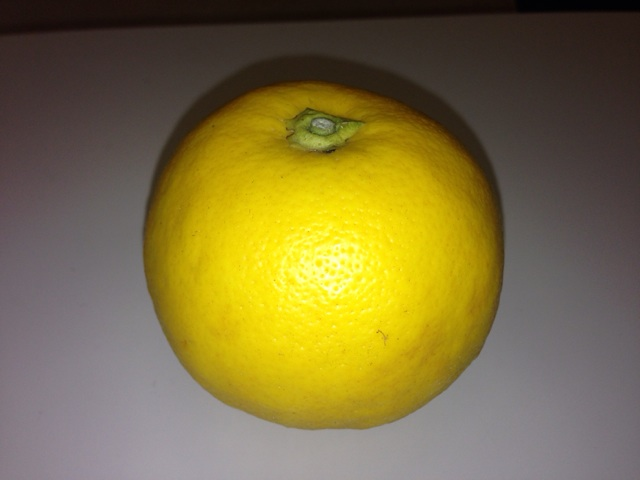
ゆうこう(果実)

長崎県長崎市の土井ノ首地区と外海地区に実生している。農研機構によるとユズとザボンの自然交配で偶発したものと推測されているが、その来歴は明らかになっていない。樹齢100年を超える実生樹が複数本現存していることから、江戸後期から明治初期にはすでにあったのではないかと考えられている。
土井の首地区と外海地区の山奥にはいずれも江戸時代に潜伏キリシタンの集落があったことから、その関連性が考えられるが、その他の潜伏キリシタンの集落ではゆうこうの生息が確認されていないので、因果関係は不明である。現在でも多くのキリスト教徒が住んでいる外海地区では、その昔当時の村人たちの貧困を見かねて、その生活向上に尽力したフランス人司祭(神父)のマルク・マリー・ド・ロ(1840年-1914年)により広められたと考える人は多い。
長崎と天草地方の潜伏キリシタン関連遺産として世界遺産に登録された外海の出津集落と大野集落では、文化財保護法の重要文化的景観としてもゆうこうの畑作景観が文化的景観として捉えられている。

## 利用法
香酸柑橘類としては最高の糖度12度以上を測定したものもあり、生食用の果実としても楽しむことができる。その他、酢の物や調味料、香り付け、薬味、おやつや飲料などの食用にとどまらず、化粧水やのど薬の代わりにしたり、風呂に浮かべたりなど、幅広く人々に愛用されている。
長崎市内の日本料理店が独自に開発した「ゆうこう」を使ったポン酢が、国際味覚審査機構 (iTQi)による優秀味覚賞を2013年-2017年に連続受賞した。2014年より長崎県ブランド農産加工品認証制度「長崎四季畑」にも認証されている。また、伝統的な食文化や食材を見直すための活動を行う世界的なNPOであるスローフードが提唱する、希少食材を守るためのプロジェクト「味の箱舟」に2008年10月31日に認定された。